# لندینگ کلاب
لندینگ کلاب (انگلیسی: LendingClub) شرکت نرم‌افزار آمریکایی است، که در سال ۲۰۰۶ تأسیس شد.